# ضرب‌آهنگ

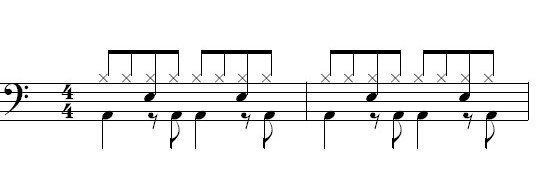
یک نوع ضرب‌آهنگ

ضَرب‌آهنگ، تَپاهنگ یا ریتم (به فرانسوی: Rythme) به معنی توالی ضربه‌های آهنگ که برای موزون کردن نوای موسیقی به کار می‌رود.
به عبارت دیگر تکرار پی‌درپی یک حرکت پایدار در زمان مشخص را در موسیقی وزن یا ریتم گویند.

## ریتم‌ها
ریتم و حالت‌های مختلف آن در تمام عناصر طبیعی و اتفاقات و انرژی‌های آزادشده در محیط پیرامون و نیز حتی در مفاهیم و تصورات ذهنی نفوذ دارد. هرچیزی که وجود دارد از ضرب‌آهنگی درونی تشکیل شده و همچنین در روند تکامل درگیر ریتم‌های بیرونی نیز می‌گردد و در نهایت مجموعه‌های منظم بزرگتری را شکل می‌دهند. این ریتم‌ها از انرژی‌هایی برخوردار هستند که در صورت همخوانی با ریتم‌های پیرامون در یکدیگر تافته شده و انرژی‌های همسوی بزرگتری را آزاد می‌کنند و نیز اگر با یکدیگر همسویی و همخوانی نداشته باشند درصورت مواجهه قطعاً به یکدیگر آسیب می‌زنند و در روند حرکت یکدیگر اختلالاتی ایجاد می‌کنند. گردش زمین به دور خود و خورشید، فصول مختلف سال، باروری گیاهان و درختان، و ضربان قلب، از شناخته‌شده‌ترین ریتم‌های منظم طبیعت هستند. زندگی روزمره و مسائل مرتبط و حتی زمینه‌های مختلف فعالیت بشری نیز شامل ضرب‌آهنگ‌هایی سامان‌مند، متناوب و تکاملی هستند.

## ریتم در دیگر هنرها
واژه ریتم یا ضرب‌آهنگ در تئوری هنرهای تجسمی نیز به کار می‌رود و معنایی تصویری دارد. تکرار متوالی عنصرهای بصری در تابلو یا فضای بصری، ریتم بصری را به‌وجود می‌آورد. ریتم بصری را می‌توان در چند دسته بررسی کرد:
- تکرار یکنواخت: تکرار یک عنصر بصری، مثلاً یک سیب به‌طور یکنواخت و متوالی.[۳]
- تکرار متناوب: تکرار یکنواخت یک عنصر بصری، اما همراه با تغییرات متناوبی که هر بار توجه بیننده را به یک حرکت یا عنصر میانی جلب کند.[۳]
- تکرار تکاملی: عنصرهای بصری از یک حالت آغاز شده و با ضرب‌آهنگی به حالت نهایی می‌رسند و مسیر تغییر و تکامل آن‌ها دارای ریتم است.[۳]

ریتم موجی:بیشتر حاصل حرکت‌های منحنی خط و سطح است.